# Tipula (Acutipula) luna
Tipula (Acutipula) luna is een tweevleugelige uit de familie langpootmuggen (Tipulidae). De soort komt voor in het Palearctisch gebied.